# Peter Phipps
Peter Phipps (ur. 23 kwietnia 1933 w Batawii, zm. 26 maja 2017) – australijski rugbysta, reprezentant kraju.
Uczęszczał do Barker College, a następnie do Hawkesbury Agricultural College, reprezentując obie w rugby. Idąc w ślady starszych braci Johna i Jamesa związał się z klubem Gordon RFC, gdzie wkrótce z zespołów rezerw przeszedł do pierwszej drużyny.
W stanowej reprezentacji w latach 1955–1956 zagrał dwukrotnie. W 1955 roku otrzymał także powołanie do reprezentacji kraju, z którą udał się na tournée po Nowej Zelandii. Zagrał w czterech meczach z regionalnymi zespołami, a będąc wybrany w składzie na drugi testmecz przeciwko All Blacks doznał przed nim kontuzji kolana, która wyeliminowała go z reszty spotkań tej wyprawy.
W następnym roku, w zakończonych triumfem klubowych rozgrywkach Shute Shield, doznał urazu pleców, który po odnowieniu w 1957 roku został zdiagnozowany jako dwa złamane kręgi w dolnej części kręgosłupa. Oznaczało to koniec jego kariery zawodniczej, a po długiej rehabilitacji i przejściu spondylodezy powrócił do zdrowia. Pozostał jednak związany ze sportem sędziując mecze oraz trenując zespoły z Armidale i okolic.
Żonaty z Margaret, synowie Paul i Steven. Dla Wallabies grali również jego brat James oraz wnuk tegoż, Nick.